# فرنسيس ستيوارت ويلسون
فرنسيس ستيوارت ويلسون (18 يناير 1883 في المملكة المتحدة - 24 مايو 1915) (بالإنجليزية: Francis Wilson)‏ هو لاعب كريكت بريطاني. شارك مع منتخب جامايكا الوطني للكريكت.